# Dryopteris subbipinnata
Dryopteris subbipinnata là một loài dương xỉ trong họ Dryopteridaceae. Loài này được W.H.Wagner & R.W.Hobdy mô tả khoa học đầu tiên..
Danh pháp khoa học của loài này chưa được làm sáng tỏ. 